# Scaphiodontophis
Scaphiodontophis – rodzaj węży z podrodziny Sibynophiinae w rodzinie połozowatych (Colubridae).

## Zasięg występowania
Rodzaj obejmuje gatunki występujące w Meksyku, Belize, Gwatemali, Salwadorze, Hondurasie, Nikaragui, Kostaryce, Panamie i Kolumbii. 

## Systematyka

### Etymologia
Scaphiodontophis: gr. σκαφιον skaphion „korytko”; οδους odous, οδοντος odontos „ząb”; οφις ophis, οφεως opheōs „wąż”.

### Podział systematyczny
Do rodzaju należą następujące gatunki: 
- Scaphiodontophis annulatus
- Scaphiodontophis venustissimus